# Аніщук Володимир Васильович
́
Володи́мир Васи́льович Аніщу́к (нар. 9 грудня 1943 р.) — український політик.

## Освіта
- Одеський університет ім. І.Мечникова, історичний факультет (1969), «Історія»;
- докторська дисертація «Проблеми розвитку соціальної активності молоді».

## Діяльність
- 1961—1964 рр. — вихователь групи продовженого дня, Новоолександрівська 8-річна школа Баштанського району, Миколаївська область.
- З 1964 року член КПРС.
- Доктор історичних наук (1989)
- Професор (1991);
- Професор інституту соціальних наук Одеського національного університету ім. Мечникова;
- 1-й секретар Одеського ОК КПУ (з 1996), член ЦК КПУ.
- 1969-90 — аспірант, асистент, старший викладач, доцент, заступник декана, Одеський державний університет ім. І.Мечникова.
- 1979-82 — викладач, Гаванський університет.

### Політична діяльність
- 1990-91 — на партійній роботі.
- 1991-98 — професор, Одеський університет ім. І.Мечникова.
- 1994-98 — депутат Одеської обласної ради, керівник депутатської групи, головної комісії.
- Народний депутат України 3 скликання березень 1998 — квітень 2002 від КПУ, N 17 в списку. На час виборів: професор Інституту соціальних наук Одеського державного університету ім. Мечникова, член КПУ. Член фракції КПУ (з травня 1998); член Комітету з питань правової реформи (з 07.1998).
- Народний депутат України 4 скликання 04.2002-04.06 від КПУ, N 33 в списку. На час виборів: народний депутат України, член КПУ. Член фракції комуністів (з 05.2002), член Комітету з питань Реґламенту, депутатської етики та організації роботи ВР України (з 06.2002).
- березень 2006 кандидат в народні депутати України від КПУ, N 23 в списку. На час виборів: народний депутат України, член КПУ[3].

### Літературна діяльність
Автор монографії «Рост социальной активности молодежи» (1989).

## Інше
Володіє іспанською мовою.